# Quận Major, Oklahoma
Quận Major là một quận trong tiểu bang Oklahoma, Hoa Kỳ. Quận lỵ đóng ở thành phố Fairview 6. Theo điều tra dân số năm 2000 của Cục điều tra dân số Hoa Kỳ, quận có dân số 7545 người 2. 

## Địa lý
Theo Cục điều tra dân số Hoa Kỳ, quận này có diện tích 2481 ki-lô-mét vuông, trong đó có 3 km2 là diện tích đất, km2 là diện tích mặt nước.